# Teresa Ciepły
Teresa Barbara Ciepły (f. Wieczorek), född den 19 oktober 1937 - död den 8 mars 2006, var en polsk friidrottare som under 1960-talet tävlade i häcklöpning och kortdistanslöpning.
Ciepły deltog vid de Olympiska sommarspelen 1960 där hon sprang första sträckan i det polska stafettlag på 4 x 100 meter som slutade på tredje plats. Vid Europamästerskapen 1962 i Belgrad blev det totalt tre medaljer. Guld på både 80 meter häck och i stafett samt brons på 100 meter slätt.
Nästa större mästerskap som hon deltog i var Olympiska sommarspelen 1964 i Tokyo där hon återigen sprang första sträckan i det polska lag som denna gång vann guld på 4 x 100 meter. Dessutom blev hon silvermedaljör på samma tid på 80 meter häck efter Karin Balzer.  